# 平福河 (蒙江)
平福河，位于中国广西壮族自治区梧州市藤县北部，是蒙江左岸支流，发源于藤县平福乡桃花村，向南流经平福乡和太平镇，于太平镇西郊的江口屯汇入蒙江。河长58千米，落差410米，流域面积553平方千米。年均径流量3.56亿立方米。